# Mohommed Rayyan
Mohommed Rayyan (Baiji, 1955 – 1986) è stato un militare e aviatore iracheno, conosciuto con il soprannome di "Sky Falcon" è stato un ufficiale della Forza aerea irachena durante la Guerra Iran-Iraq, conta il numero di 5 abbattimenti aerei che fanno di lui il miglior pilota di caccia iracheno di quella guerra.